# رينيه فونتين
رينيه فونتين هو سياسي كندي، ولد في 5 نوفمبر 1933 في كندا، وتوفي في 17 مارس 2012. حزبياً، نشط في الحزب الليبرالي في أونتاريو ‏. وقد انتخب عضو برلمان مقاطعة أونتاريو.